# Hồ Morskie Oko
Morskie Oko (nghĩa đen là "Mắt biển") là hồ nước lớn nhất và sâu thứ tư trong khu vực núi Tatra. Hồ này nằm sâu trong Công viên Quốc gia Tatra, Ba Lan, thuộc vùng Thung lũng Rybi Potok (Thung lũng Cá), của dãy núi High Tatras - chân đỉnh Mięguszowiecki, ở tỉnh Małopolskie Ba Lan.

## Mô tả hồ
Các đỉnh núi bao quanh hồ cao hơn khoảng 1.000 mét so với bề mặt hồ; một trong số đó là Rysy (2.499 mét), đỉnh cao nhất trong dãy Tatras Ba Lan. Bên cạnh đỉnh Mięguszowiecki (gồm cả Mięguszowiecki Szczyt Wielki, cao 2.438 mét), xa hơn và chếch về bên trái, là núi Mnich hùng vĩ ("Monk" cao 2.068 mét). Có rất nhiều cây thông Thụy Sĩ mọc quanh hồ.
Trước đây, Morskie Oko được gọi là "Rybie Jezioro" ("Hồ cá") do nguồn cá tự nhiên đặc biệt của hồ này mà các hồ và ao ở Tatra không có. Ở độ sâu nhìn được bằng mắt, người ta có thể dễ dàng nhìn thấy cá hồi - gọi là cá hồi chấm - sống trong hồ. Cái tên "Morskie Oko" ("Mắt biển") bắt nguồn từ một truyền thuyết cũ, theo đó hồ được nối với biển thông qua một lối đi ngầm.
Căn lều của Hiệp hội Truyền thuyết địa phương và Du lịch Ba Lan (PTTK) nằm trên dải băng tích ngăn hồ từ phía bắc. Căn lều nằm ở độ cao 1.405 mét so với mực nước biển và là một trong số những nhà gỗ Tatra lâu đời nhất. Căn lều được đặt theo tên của Stanisław Staszic, người đã khám phá ra hồ này vào năm 1805. Đây là điểm khởi hành cho chuyến đi bộ đường dài đến Rysy và Szpiglasowa Przełęcz. Gần đó là Stare Schronisko ("Trạm dừng chân cũ"), trước đây từng là một nhà xe. Cả hai tòa nhà đã được công nhận là di tích lịch sử.
Morskie Oko là một trong những điểm đến phổ biến nhất ở Tatras, thường đón hơn 50.000 du khách đến tham quan trong kỳ nghỉ lễ. Con đường gần nhất cho phép xe cơ giới đi lại cách hồ hai giờ đi bộ. Nhiều khách du lịch khác lựa chọn đi bằng xe ngựa kéo. Số lượng lớn phương tiện này được cung cấp bởi người dân địa phương. Górale Vào mùa đông, người ta phải băng qua một đoạn đường ngắn nằm trong vùng nguy hiểm tuyết lở. Khu vực này có thể vẫn lạnh và mưa ngay cả trong mùa hè. Du khách đã bị cấm bơi trong hồ hoặc cho cá hồi ăn.

## Lịch sử
Các tài liệu cổ xưa nhất đề cập đến Morskie Oko từ năm 1575. Năm 1637, vua Ba Lan Władysław IV đã trao cho Wladyslaw Nowobilski, chủ sở hữu vùng đất này quyền sử dụng đồng cỏ trong khu vực. Vào năm 1824, trong thời kỳ Phân chia Ba Lan, Morskie Oko đã trở thành tài sản tư nhân, khi vùng đất Zakopane, bao gồm cả Dolina Rybiego Potoku, được Emanuel Homolacs mua từ chính quyền Áo. Vào cuối thế kỷ XIX, một tranh chấp ranh giới đã nảy ra giữa Galicia và Hungary về quyền sở hữu đối với hồ và khu vực liền kề (gọi là "tranh chấp Morskie Oko"). Tòa án Hòa giải ở Graz phán quyết có lợi cho phía Ba Lan. Quyết định này được ra bởi Oswald Balzer, người đại diện cho chính phủ Galicia.
Morskie Oko đã được "tái khám phá" bởi Tiến sĩ Tytus Chałubiński vào giữa thế kỷ XIX để phục vụ du lịch; trạm dừng chân đầu tiên được xây dựng ở đó vào năm 1836 nhưng đã bị thiêu rụi vào năm 1865. Trạm dừng chân thứ hai, được xây dựng vào năm 1874, bị thiêu rụi vào năm 1898. Năm 1902, một con đường từ Zakopane được mở và đặt tên là Đường Oswald Balzer. Kể từ năm 1933 sau khi Đệ Nhị Cộng hòa Ba Lan được trả lại chủ quyền, hồ đã thuộc sở hữu của nhà nước Ba Lan.
Sự quyến rũ của hồ Morskie Oko đã trở thành nguồn cảm hứng cho rất nhiều nghệ sĩ, trong đó có những họa sĩ (Walery Eljasz-Radzikowski, Leon Wyczółkowski, Stanisław Gałek), những nhà thơ (Wincenty Pol, Adam Asnyk, Kazimierz Przerwa-Tetmajer, Franciszek Nowicki, Jan Kasprowicz), và những nhà soạn nhạc (Zygmunt Noskowski). Hồ là một trong những địa điểm quay phim của 'The Formula' , một bộ phim ngắn của nhạc sĩ Sevdaliza vào năm 2015.

## Thư viện ảnh

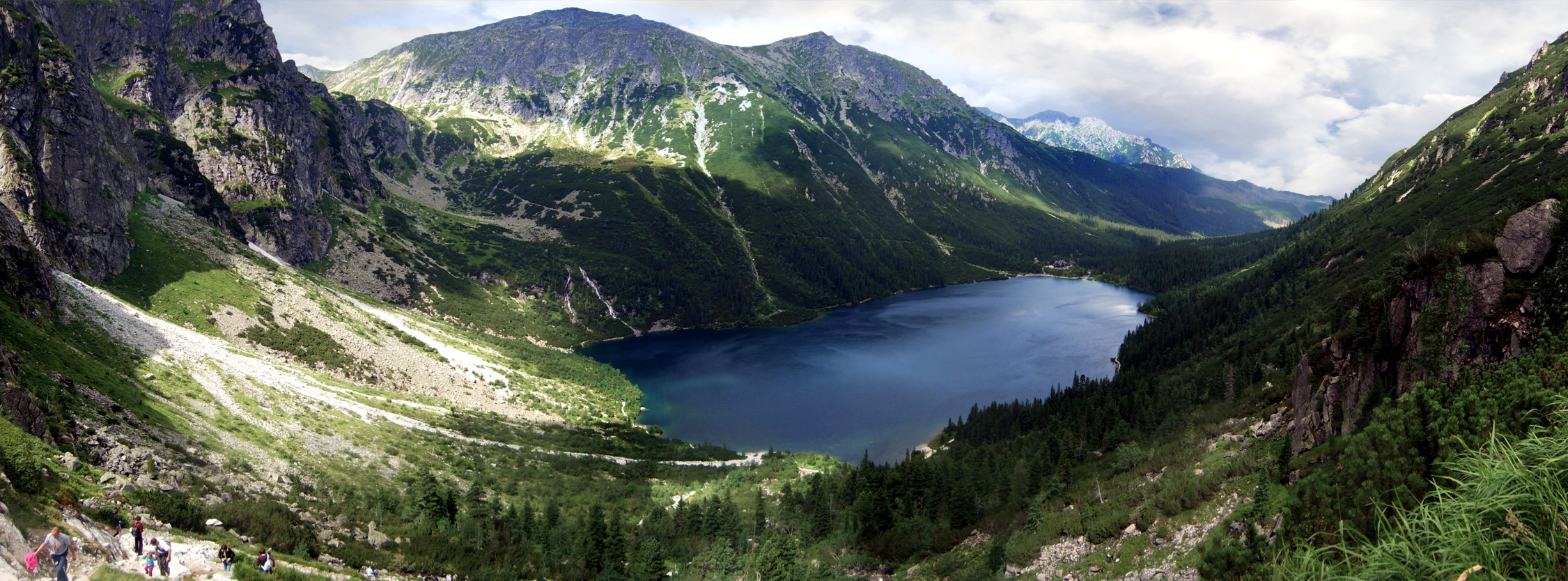
Toàn cảnh Morskie Oko
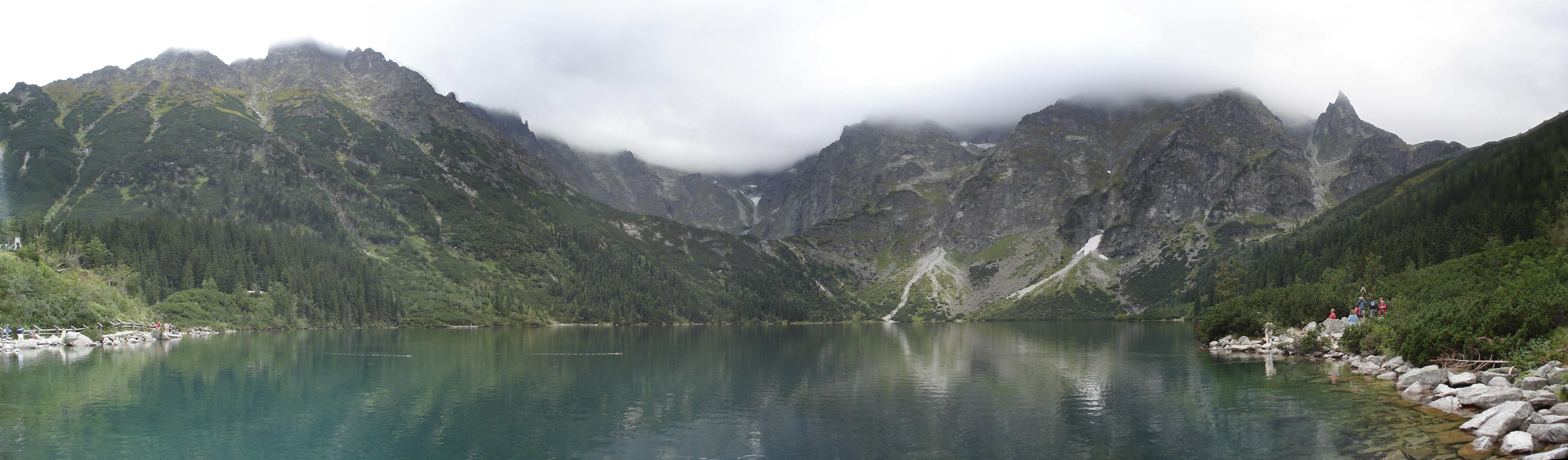
Morskie Oko - Nhìn từ trạm dừng chân
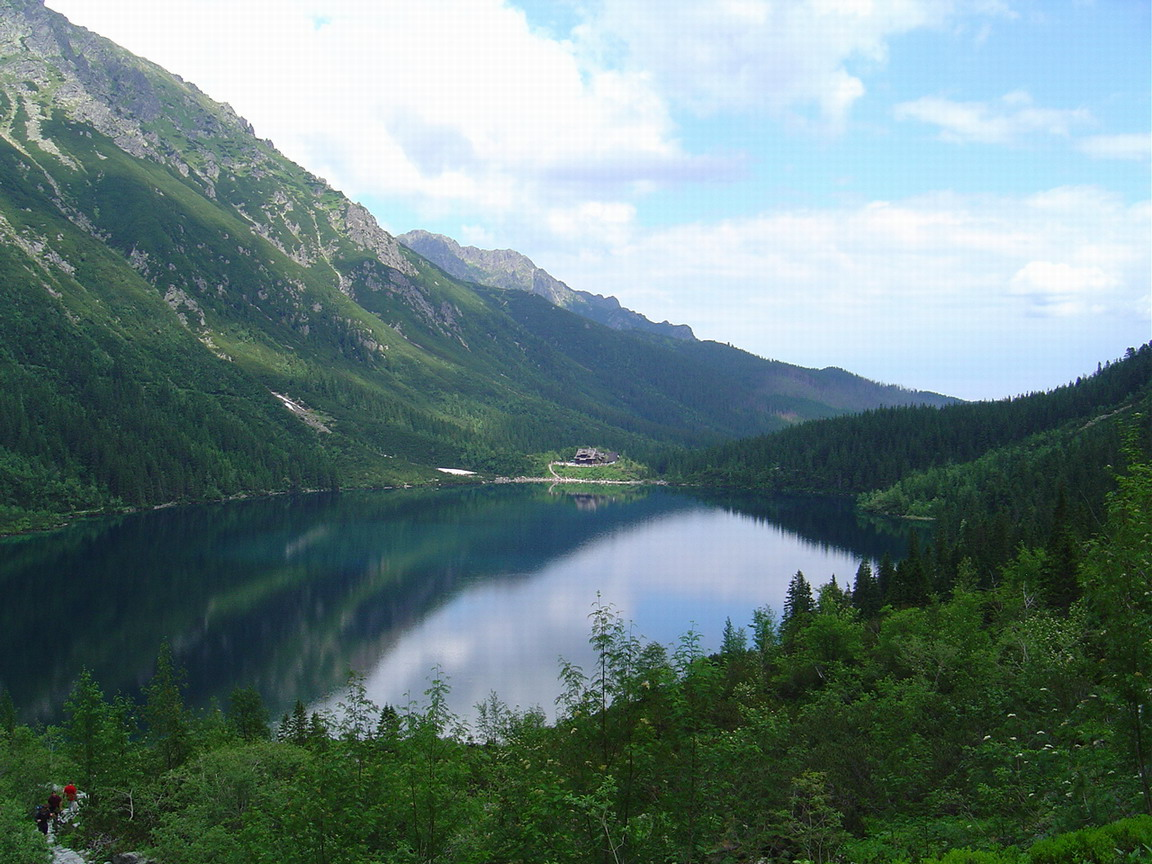
Quang cảnh hồ nhìn từ phía Tây
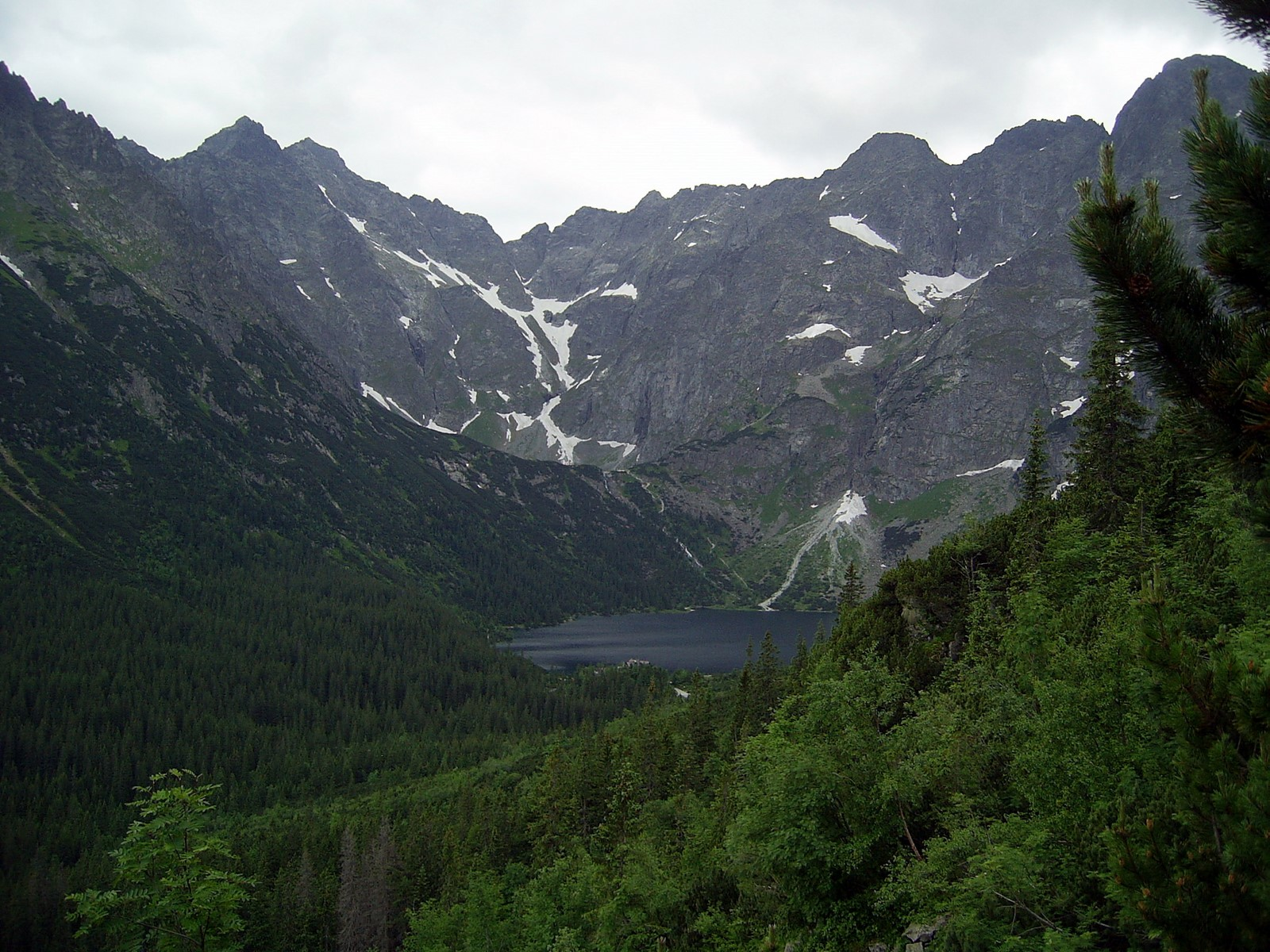
Quang cảnh hồ nhìn từ đường mòn
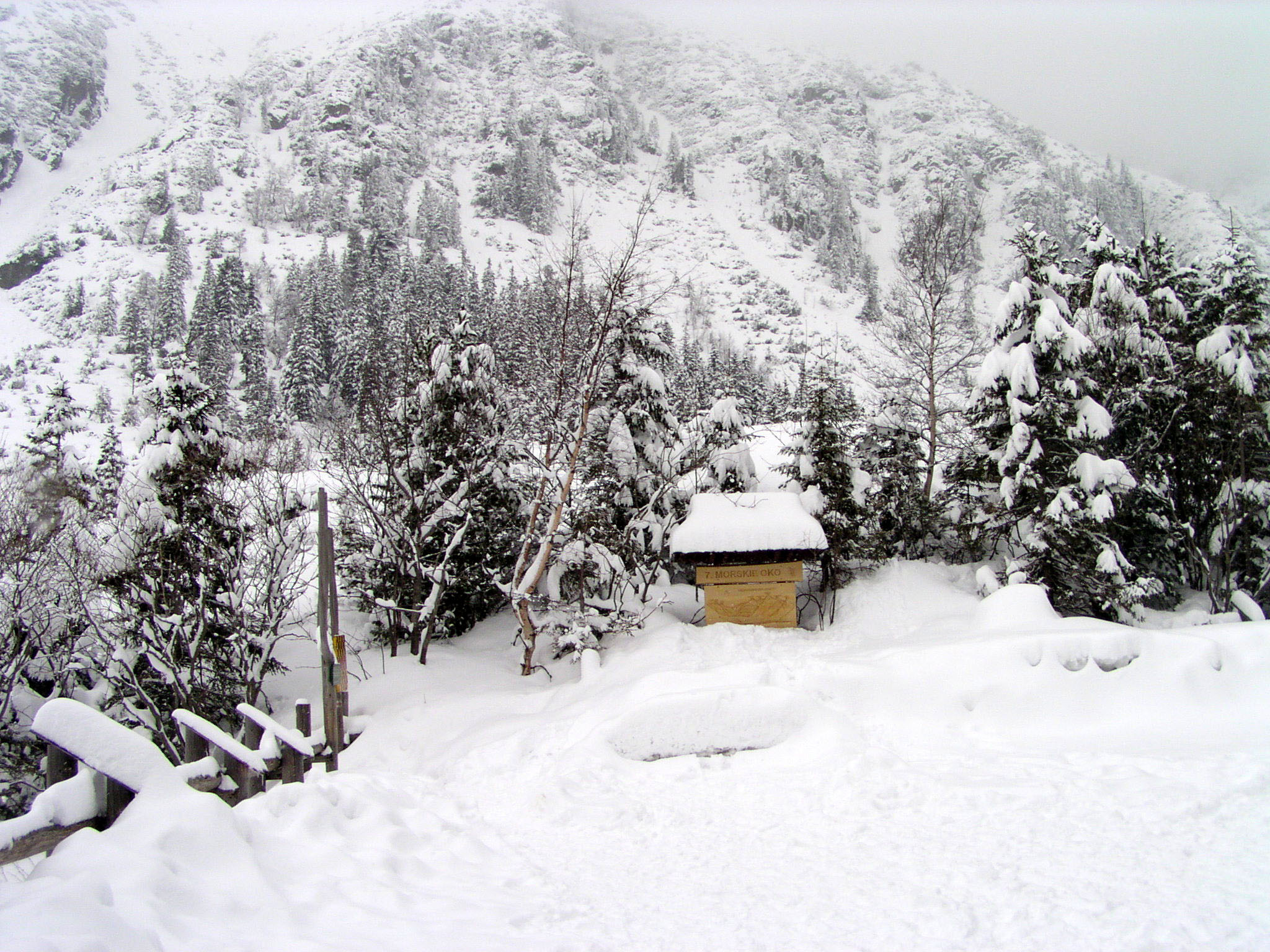
Bản đồ đường mòn Morskie Oko vào mùa đông
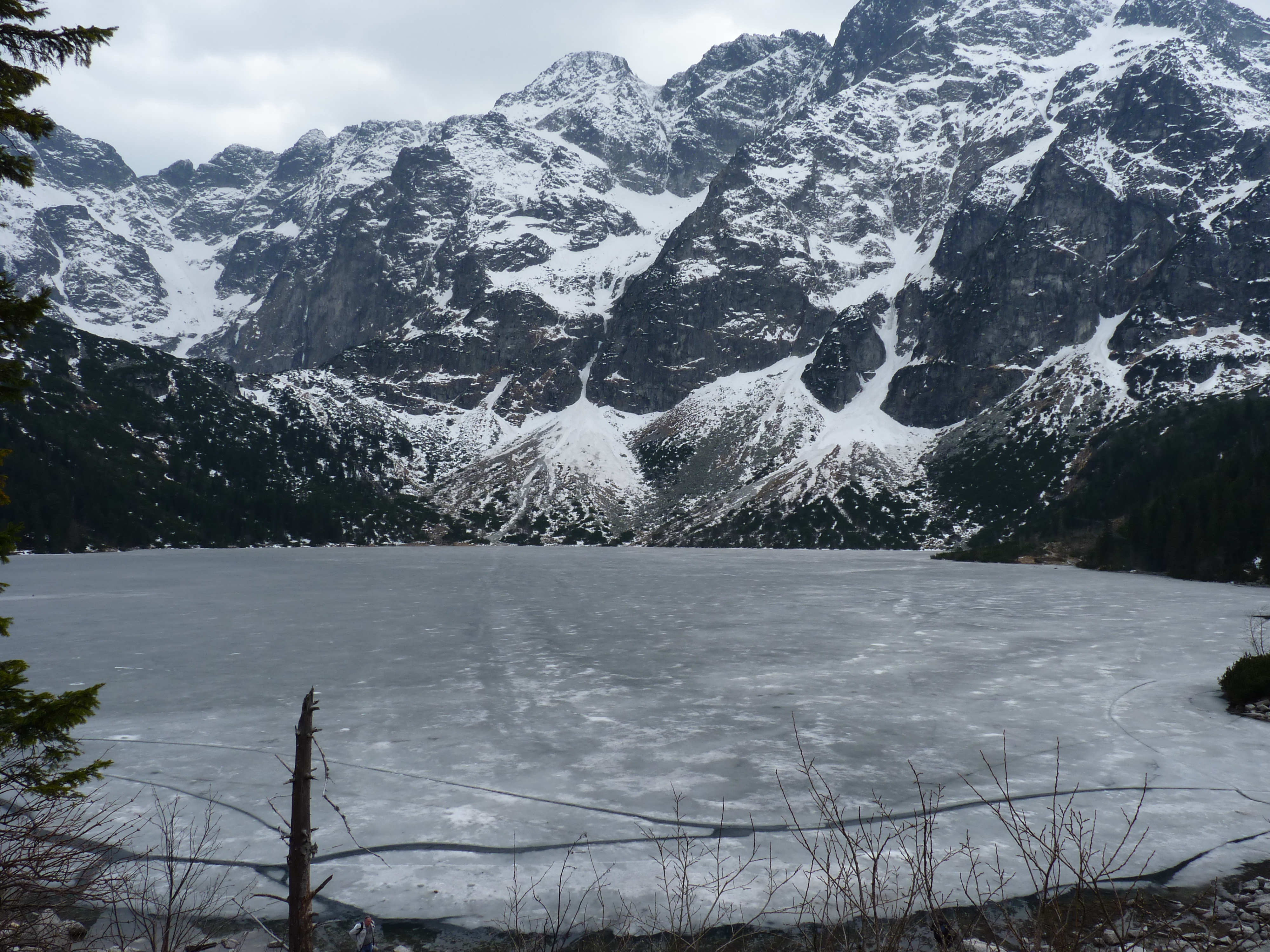
Morskie Oko vào tháng Tư
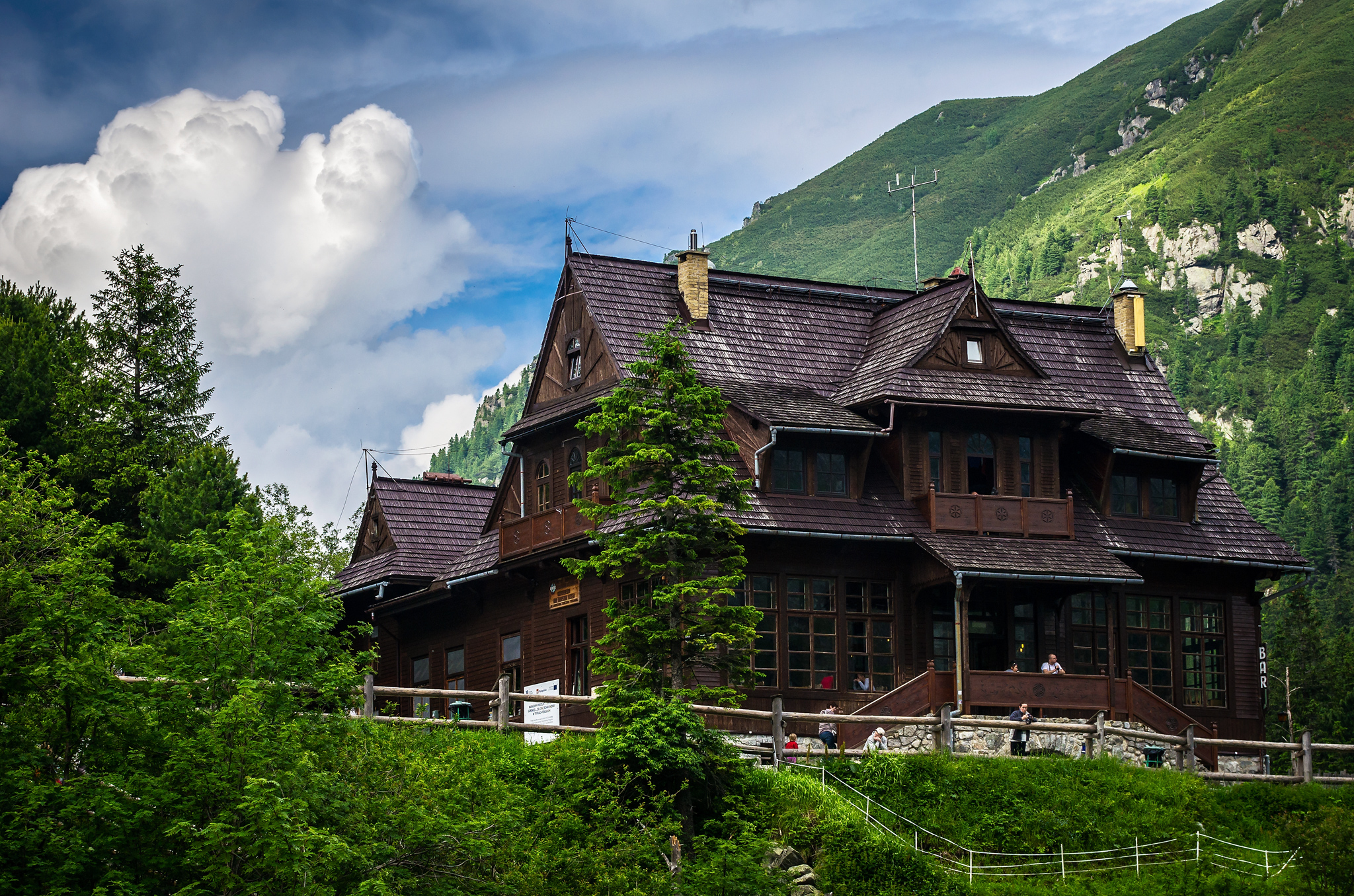
Nhà gỗ trên núi bên hồ
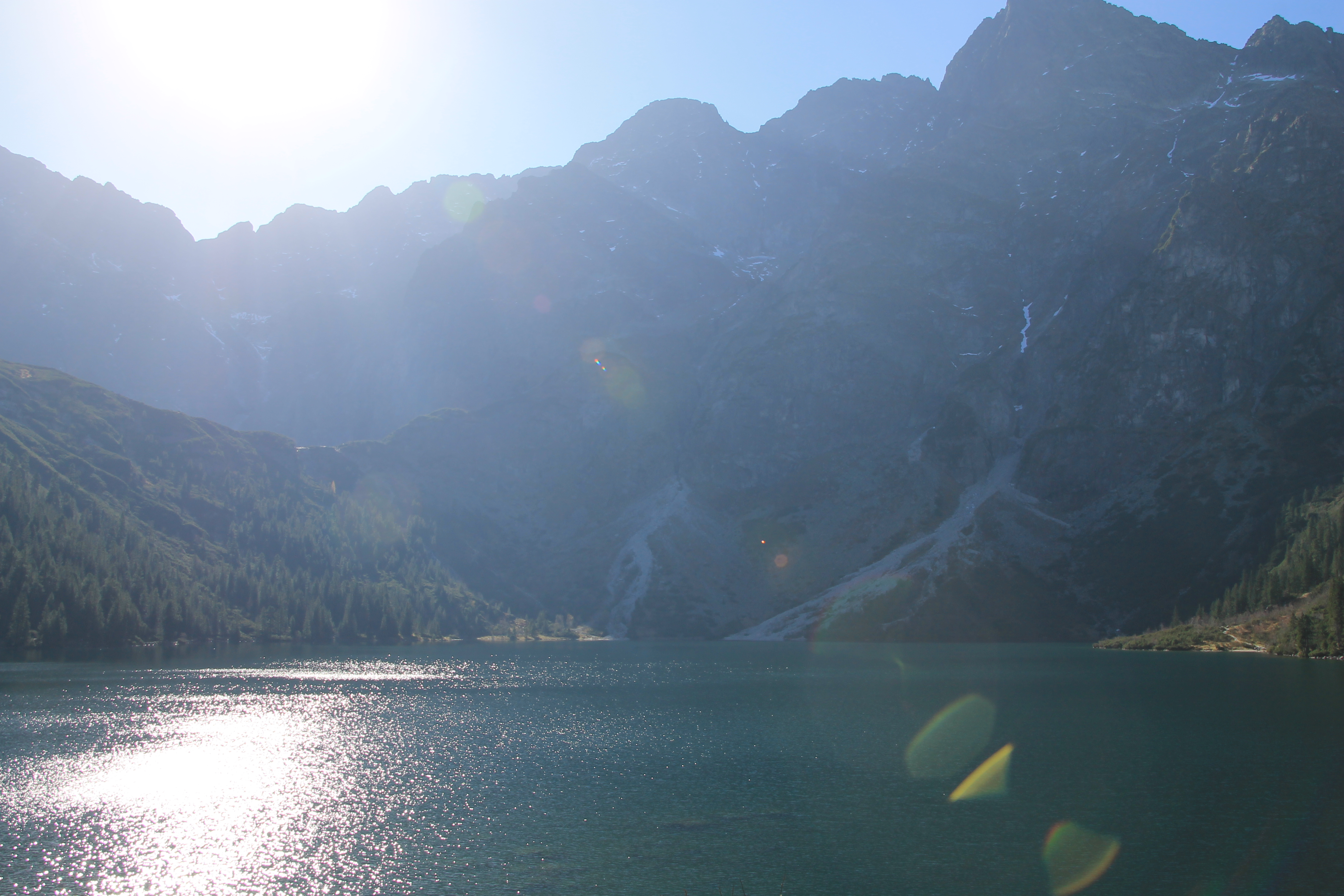
Morskie oko vào mùa hè